# Sani Dangote
Sani Dangote, né en 1959 ou 1960 et mort le 14 novembre 2021, est un homme d'affaires nigérian, frère cadet d’Aliko Dangote et ancien vice-président du groupe familial.

## Biographie
C'est un homme d'affaires, frère cadet d’Aliko Dangote, l'une des grandes fortunes d’Afrique, vice-président du groupe familial basé à Lagos. Il est vice-président du groupe familial, le Dangote Group, et président de Nigeria AgriBusiness Group, à ce titre, il est resté actif à Kano, sa ville natale,,.